# HJ文庫G
HJ文庫G（エイチジェイぶんこジー）は、ホビージャパンが発行する文庫レーベル。
2007年9月29日に創刊され、リプレイや小説化作品等のテーブルトークRPGに関連する出版物を取り扱う。
前年の2006年に創刊された同社のHJ文庫とは姉妹レーベルの関係にある。
2008年12月27日より「遊べるノベル」シリーズとしてゲームブックの刊行を開始。このシリーズは、往年の名作として知られる作品を、登場人物の変更や挿絵のリニューアルで現代風に脚色したリメイク作品となっている。

## HJ文庫Gタイトル一覧
ウォーハンマー
- ウォーハンマーノベル
  - ドラッケンフェルズ（ジャック・ヨーヴィル：著/クリステル・スヴェーン：画/待兼音二郎、崎浜かおる、渡部夢霧：訳）※同作には別訳の角川文庫版（1992年刊）角川文庫Fシリーズも存在する。
  - 吸血鬼ジュヌヴィエーヴ（ジャック・ヨーヴィル：著/クリステル・スヴェーン：画/藤沢涼、小林尚海、朝月千晶：訳）
  - ベルベットビースト（ジャック・ヨーヴィル：著/クリステル・スヴェーン：画/待兼音二郎、矢野真弓、木暮里緒：訳）
  - シルバーネイル（ジャック・ヨーヴィル：著/クリステル・スヴェーン：画/藤沢涼、小林尚海：訳） - 短編集

ダンジョンズ&ドラゴンズ
- リプレイ
  - 若獅子の戦賦 シリーズ（柳田真坂樹：著/井上純弌：画）
    1. D&Dリプレイ 若獅子の戦賦
    2. D&Dリプレイ2 若獅子の戦賦—監獄島編
    3. D&Dリプレイ3 若獅子の戦賦—雷鳴山編

- D&Dノベル
  - ドリーミングダーク
    1. シャーンの群塔（キース・ベイカー：著/菅原健：画/待兼音二郎、上西昌弘：訳）
    2. 砕かれた大地 上・下巻（キース・ベイカー：著/菅原健：画/渡部夢霧、矢野真弓、鵜江西昌弘、田畑あや子、辻川美和、上西昌弘：訳）

- エッセイ
  - 月曜日は魔法使い（シェリー・マザノーブル：著/森永みぐ：画/滝野原南生：訳）

メタルヘッド
- メタルヘッド・ノベル
  - 虹の天使フリー＝アイ（高平鳴海：著/狭霧光明：画） ※富士見ファンタジア文庫版（1994年刊）の新装版。

遊べるノベル
- デストラップ・ダンジョン（イアン・リビングストン：原作/空中幼彩、あっと：画）
- ハウス・オブ・ヘル（スティーブ・ジャクソン：原作/SK (フライトプラン)：画）
- サムライ・ソード（スティーブ・ジャクソン、イアン・リビングストン：原作/榛名まお：画）